# Кубилес Рамос, Хосе Антонио
Хосе Антонио Кубилес Рамос (исп. José Antonio Cubiles Ramos; 15 мая 1894, Кадис — 5 апреля 1971, Мадрид) — испанский пианист, дирижёр и музыкальный педагог.
С пятилетнего возраста учился игре на фортепиано и быстро приобрёл известность как вундеркинд. Благодаря покровительству принцессы Изабеллы де Бурбон (дочери королевы Изабеллы II) получил возможность учиться в Мадриде у известного испанского педагога Пилар Фернандес де ла Мора, а затем в 1914 году окончил Парижскую консерваторию по классу Луи Дьемера.
Жил и работал в Париже и Мадриде. Выступал в ансамбле, в частности, с Жаком Тибо и Гаспаром Кассадо. Был известен как исполнитель Фридерика Шопена, а также испанской музыки (Исаак Альбенис, Энрике Гранадос, Хоакин Турина). Дружеские отношения связывали Кубилеса с Мануэлем де Фальей; Кубилес, в частности, стал первым исполнителем симфонической сюиты де Фальи для фортепиано с оркестром «Ночи в садах Испании» (9 апреля 1916 г., с Мадридским симфоническим оркестром под управлением Энрике Фернандеса Арбоса).
С 1943 года преподавал в Мадридской консерватории, в 1962—1964 гг. возглавлял её. Среди учеников Кубилеса, в частности, Хоакин Ачукарро и Рафаэль Ороско.